# Sorelle e delitti
Sorelle e delitti,  titolo originale in lingua tedesca Mordsschwestern – Verbrechen ist Familiensache e distribuito a livello internazionale come Sisters and murders, è una serie televisiva tedesca trasmessa su ZDF dal 26 agosto 2022. Ambientata a Flensburg, ha come protagoniste  le due sorelle Viktoria e Felicitas "Feli" Lorentzen. La prima è un detective capo, la seconda è una scienziata forense.
In italia viene trasmessa su Rai 2 dal 25 agosto 2024.

## Trama
Viktoria Lorentzen è la sorella maggiore e lavora come detective capo a Flensburg. Disciplinata, assennata che deve tenere a bada la caotica sorella minore, Felicitas.
Dopo la morte del padre, Felicitas e il figlio Josh si trasferiscono a Flensburg nella casa del defunto padre insieme alla sorella Viktoria e alla zia Jule Lorentzen. Trova lavoro come tecnico forense presso il Dipartimento Investigativo Criminale di Flensburg. Le sorelle sono costrette a lavorare insieme ma questa collaborazione è si traduce spesso in conflitti.
Sami Farhadi è l'affascinante collega di Viktoria con la quale ha una liaison. Dariusz Kowalski affianca Felicitas come tecnico forense per raccogliere prove per casi. Nella terza stagione arriva la nuova analista Astrid Brockhaus. Trasferitasi da Amburgo avrà difficoltà ad inserirsi nel team a causa del suo atteggiamento arrogante.

## Personaggi e interpreti
- Vittoria Lorentzen, interpretata da Lena Dörrie, (stagione 1-in corso): ispettore capo, sorella di Felicitas Lorentzen
- Felicitas “Feli” Lorentzen, interpretata da Caroline Hanke, (stagione 1-3): scienziata forense, sorella di Viktoria Lorentzen
- Sami Farhadi, interpretato da Tamer Trasoglu, (stagione 1-in corso): ispettore capo
- Dariusz “Dusi” Kowalski, interpretato da Claudiu Mark Draghici, (stagione 1-in corso): scienziato forense
- Owe Ahrens Mathias, interpretato da Harrebye-Brandt, (stagione 1-in corso): capo del dipartimento investigativo criminale di Flensburg
- Paula Fischer, interpretata da Petra Friedrich, (stagione 1-in corso): medico legale e patologa
- Josh Lorentzen, interpretao da Jona Djalili, (stagione 1-in corso): figlio di Felicitas Lorentzen
- Jule Lorentzen, interpretata da Anna Moll, (stagione 1-2): zia di Viktoria e Felicitas Lorentzen
- Astrid Brockhaus, interpretata da Veronica Ferres, (stagione 3-in corso): analista di casi

## Episodi
| Stagione         | Episodi | Prima TV Germania | Prima TV Italia |
| ---------------- | ------- | ----------------- | --------------- |
| Prima stagione   | 4       | 2022              | 2024            |
| Seconda stagione | 6       | 2023              | 2025            |
| Terza stagione   | 4       | 2024              | inedito         |